# Ernst Carl Gerlach Stückelberg
Ernst Carl Gerlach Stückelberg, sau Stueckelberg, (n. 1 februarie 1905, Basel – d. 4 septembrie 1984, Geneva) a fost un matematician și fizician elvețian, cunoscut pentru lucrările sale de teoria cuantică a câmpurilor. A propus descrierea pozitronului ca electron care se propagă invers în timp, idee reluată de Richard Feynman în formularea electrodinamicii cuantice; a anticipat reprezentarea grafică numită ulterior diagramă Feynman.
1. 1 2  MacTutor History of Mathematics archive, accesat în 22 august 2017
2. 1 2  Lexiconul de istorie al Elveției
3. 1 2  Ernst Carl Gerlach Stueckelberg, Autoritatea BnF
4. 1 2  Ernst Stueckelberg, SNAC, accesat în 9 octombrie 2017
5. ↑   http://arxiv.org/pdf/physics/0701340 Lipsește sau este vid: |title= (ajutor)
6. ↑   http://www-history.mcs.st-and.ac.uk/BirthplaceMaps/Basel.html Lipsește sau este vid: |title= (ajutor)
7. ↑   (PDF) http://cds.cern.ch/record/1014206/files/0701340.pdf Lipsește sau este vid: |title= (ajutor)
8. ↑  „Ernst Carl Gerlach Stückelberg”, Gemeinsame Normdatei, accesat în 11 decembrie 2014
9. ↑   (PDF) http://link.springer.com/content/pdf/10.1007%2F978-3-7643-8878-2_2.pdf Lipsește sau este vid: |title= (ajutor)
10. ↑   http://www-history.mcs.st-and.ac.uk/Biographies/Stueckelberg.html Lipsește sau este vid: |title= (ajutor)
11. ↑  Une visite du cimetière de Plainpalais[*] Verificați valoarea |titlelink= (ajutor)
12. ↑  , p. 246-247 https://archive-ouverte.unige.ch/unige:117866 Lipsește sau este vid: |title= (ajutor)
13. ↑   http://onlinelibrary.wiley.com/doi/10.1002/qua.560070704/pdf Lipsește sau este vid: |title= (ajutor)
14. ↑  IdRef, accesat în 4 martie 2020
15. 1 2  Google Cărți, p. 4
16. 1 2  Google Cărți, p. 4-5
17. 1 2 3  MacTutor History of Mathematics archive
18. 1 2  Google Cărți, p. 3
19. 1 2 3 4 5 6 7 8 9 10 11  Genealogia matematicienilor